# Триочковий кидок

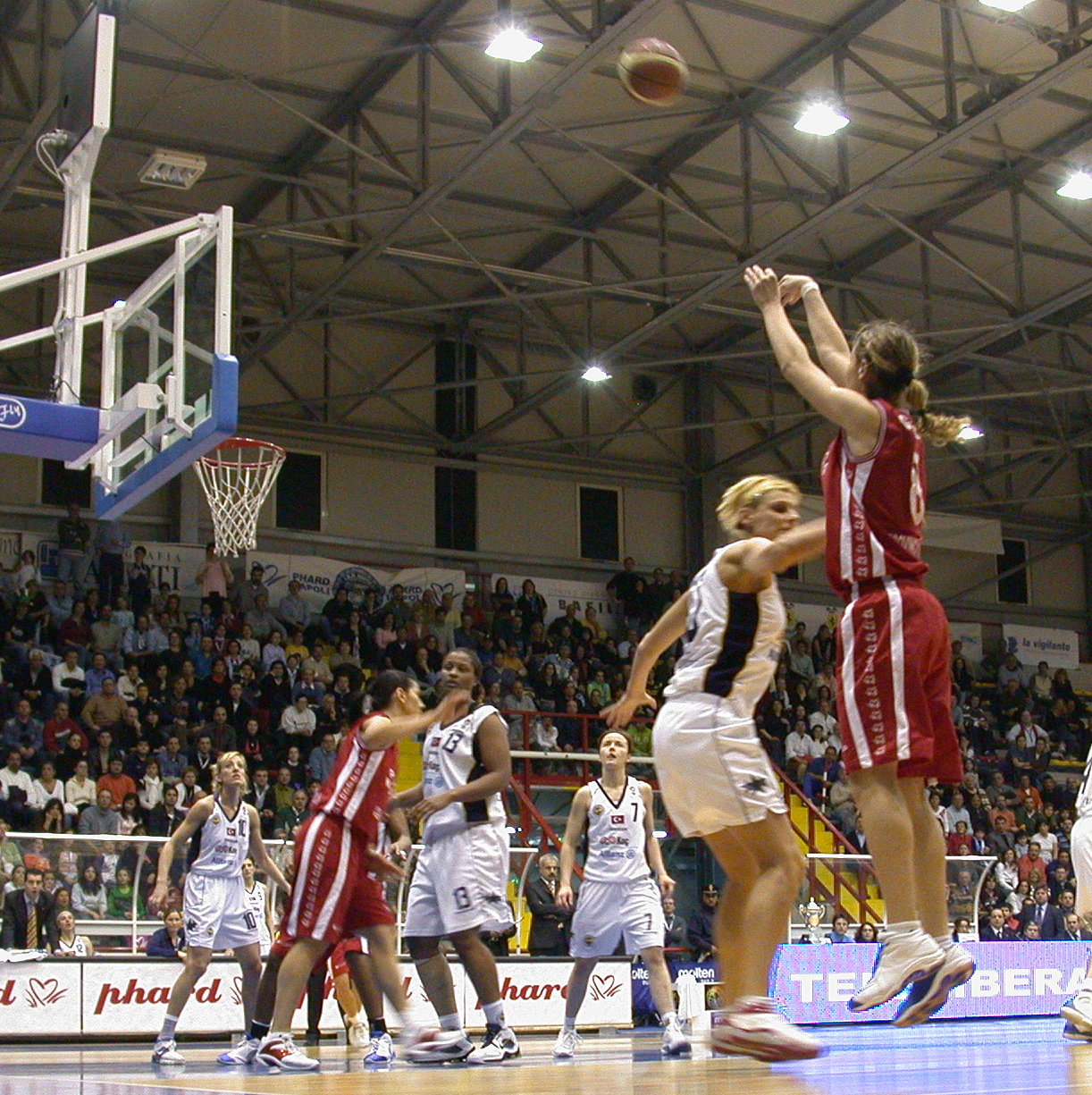
Триочковий кидок

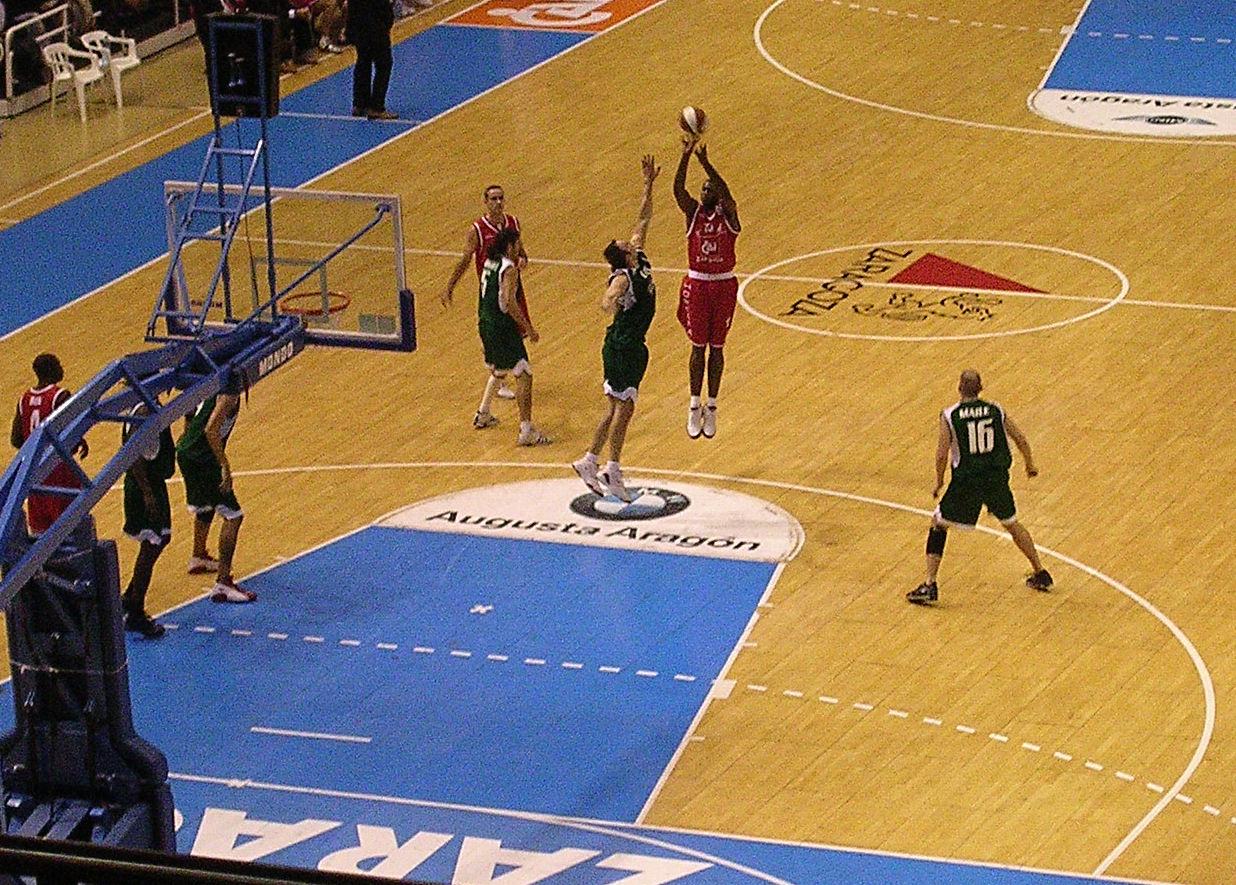
Успішний кидок, виконаний з-за меж триочкової дуги, приносить команді три очки

Триочковий кидок — кидок у баскетболі, що чиниться через триочкову лінію (дугу). Успішний кидок, виконаний з-за меж зони, описаної цієї дугою, приносить команді три очки, в той час як успішний кидок, виконаний з меж цієї зони (з середини) — два.

## Історія
Ідея бонусних очок за дальні кидки в баскетболі з'явилася на початку 1930-х років в американському шкільному баскетболі, коли тренер команди Триффіна (Огайо) Герман Сайгер спробував ввести нове правило в іграх місцевої ліги. Згідно з цим правилом, кидок з відстані між 15 і 25 футами (4,6 і 7,6 метра) приносив гравцеві два очки, а з 25-футовий лінії — три. Спортивні журналісти оцінили запропоноване нововведення як спробу покінчити з домінуванням високих гравців у баскетболі.